# 清水廉
清水 廉（しみず れん、1982年9月28日 - ）は日本のミュージカル俳優。埼玉県出身。
桐朋学園大学短期大学部（現・桐朋学園芸術短期大学）芸術科演劇専攻卒業。後、ミュージカル劇団Ｓｔｅｐｓに入団。数々の作品で主演を務める。同劇団を退団後、フリーの俳優として活動。

## 主な出演作
ミュージカル・舞台
- 『あの日たち　～忘却と時間についての叙情的仮説～』
- 『ドリームエクスプレスＡＴ』
- 『サクセスストーリー』　（シアターアプル）
- 『モダンガールズ～空に星降り　夢、此処に輝く～』
- 『ジ・芥川ショウ』　（本多劇場）
- 『ＡＮＧＥＬ　ＧＡＴＥ　～春の予感～』　（新国立劇場）
- 『銀河鉄道の夜』[1]
- 『小野小町』　（わらび劇場）
- 『あらしのよるに』[2]　（青山劇場）
- 『ヴェローナ物語』　（紀伊國屋サザンシアター）
- 『覗きからくり遠眼鏡　～横浜の巻～』（関内ホール）
- 『ｂｏｙ　ｂｅ…』　（紀伊國屋サザンシアター）
- 『Ｗｏｍａｎ　～源氏物語より～』
- 『サイト』　（博品館劇場）
- 『ＡＱＵＡ～君が世界を変えてゆく～』
- 『ロザリー』　（六行会ホール）
- 『オーカッサンとニコレット』
- 『覗きからくり遠眼鏡』　（紀伊國屋サザンシアター）
- 『赤毛のアン』　（東京国際フォーラムＣホール）
- 『ＯＮＥ　ＷＥＥＫ　君がそこにいるように…』
- 『ロスト・フォレスト』
- 『組曲・楽園』
- 『ＧＯＬＤ　ＯＮ　ＴＨＥ　ＲＯＡＤ　』
- 『ストロベリードリーム』
- 『ロック・ザ・フィガロ』参考
- 『カリオストロ伯爵夫人』
- 『小野小町』　（全国公演）
- 『ラ・ボエーム』　（bunkamuraオーチャードホール）
- 『タイムフライズ』
- 『ホンク！』

イベント・コンサート
- Ｄｉｓｎｅｙ’ｓ　プリンセスアカデミー　２００６（ザ・リッツカールトン大阪　／　ディズニーアンバサダーホテル）
- Ｄｉｓｎｅｙ’ｓ　ＨＡＬＬＯＷＥＥＮ　２００７（札幌ＪＲタワースクエア）
- 『Ｆａｎｔａｓｙ　ＥＸＣＥＥＤ　ｏｎ　Ｄｉｓｎｅｙ』テノール・ソリスト（杉並公会堂・大ホール）